# Włodzimierz Bednarski (działacz religijny)
Włodzimierz Bednarski (ur. 10 lipca 1959 w Gdańsku) – polski działacz religijny, koordynator Diecezjalnego Punktu Poradnictwa Religijnego Stowarzyszenia Effatha w Gdańsku-Wrzeszczu (w latach 1989–2013), którego celem jest przeciwdziałanie wpływom nowych ruchów religijnych w społeczeństwie katolickim. Zajmuje się głównie krytyką Świadków Jehowy i Adwentystów Dnia Siódmego.

## Życiorys
Autor książek: W obronie wiary: Pismo Święte a nauka Świadków Jehowy, innych sekt i wyznań niekatolickich, będącej katolicką polemiką z naukami organizacji Świadków Jehowy, a także innych ruchów religijnych oraz: Armagedon w 1975 roku „możliwy” czy „prawdopodobny”?, przedstawiający autorską interpretację publikacji Towarzystwa Strażnica, według której Bednarski uważa, że Świadkowie Jehowy mieli wskazywać na rok 1975 jako rok, w którym miał nastąpić Armagedon. Jest także autorem publikowanej w internecie serii artykułów o powyższej tematyce oraz autorem cyklu broniącego Trójcy św. i prymatu apostoła Piotra w pismach Ojców Kościoła. W związku z tym w internetowych dyskusjach zarzuca mu się manipulowanie dowodami i nierzetelne przedstawianie faktów.
Włodzimierz Bednarski opracował internetowe polemiki: o niedzieli z adwentystycznym teologiem Samuele Bacchiocchim i jego książką: Od soboty do niedzieli w publikacji Niedziela Dniem Pańskim chrześcijan oraz z wydanym w 2006 roku leksykonem Świadków Jehowy pt. Wnikliwe poznawanie Pism. Od 1989 do 2013 roku współpracował z katolickim ruchem „Effatha”, był też od 1990 współpracownikiem czasopisma „Effatha – Otwórz się!” (zamkniętego w roku 1997) i od roku 1998 zamkniętego w 2010 roku kwartalnika „Sekty i Fakty”. W 1989 roku stworzył pierwszą w Polsce poradnię religijną, zajmującą się problematyką sekt w ujęciu Kościoła katolickiego. W latach 1989–1997 prelegent w Gdańskim Seminarium Duchownym nt. sekt i nowych ruchów religijnych.
Adwentyści na stronie „Apologetyka KADS” zarzucili mu manipulację i nierzetelne przedstawianie faktów. Bednarski ustosunkował się do tych zarzutów.

## Publikacje
- W. Bednarski: W obronie wiary: Pismo Święte a nauka Świadków Jehowy, innych sekt i wyznań niekatolickich, wyd. Gdańsk: „Exter”, Toruń: „Abigail”, 1997. ISBN 83-908073-0-0[2]
- W. Bednarski: Armagedon w 1975 roku „możliwy” czy „prawdopodobny”?, Tychy: „Maternus Media”, 2009. ISBN 978-83-89701-11-4[7]
- W. Bednarski: Armageddon in 1975 „probability‟ or „possibility‟?, wyd. elektroniczne, Gdańsk, 2011.
- W. Bednarski, Sz. Matusiak: Zmienne nauki Świadków Jehowy. Najważniejsze zmiany w doktrynie Towarzystwa Strażnica w latach 1879–2011, wyd. Słowo Prawdy, 2012. ISBN 978-83-86586-21-9[8]
- W. Bednarski, Porównanie nauk świadków Jehowy, Tychy: „Maternus Media”, 2014. ISBN 978-83-89701-24-4.
- W. Bednarski, Rok 1925 i Miliony ludzi z obecnie żyjących nigdy nie umrą!, Szydłówek-Toruń-Gdańsk: Wydawnictwo Ikona, 2015. ISBN 978-83-62647-81-1.
- W. Bednarski: W obronie wiary: Pismo Święte a nauka Świadków Jehowy, innych sekt i wyznań niekatolickich, wyd. Toruń: Wydawnictwo Ikona, 2015. ISBN 978-83-62647-83-5.
- W. Bednarski: „Pokolenie roku 1914” i oczekiwania Świadków Jehowy, wyd. elektroniczne, Gdańsk, 2015.
- W. Bednarski: Porównanie nauk świadków Jehowy – suplement, wyd. elektroniczne, Gdańsk 2015.
- W. Bednarski, Sz. Matusiak: Ever-changing teachings of Jehovah’s Witnesses. The most important changes in the doctrine of the Watchtower Society in the years 1879-2015, wyd. elektroniczne, Gdańsk 2016.
- W. Bednarski, Czy Świadkowie Jehowy są kompetentni w orzekaniu o transfuzji krwi? Małe vademecum dla środowiska medycznego i krytyka nauki Towarzystwa Strażnica, wydanie papierowe i elektroniczne, wyd. Gdańsk: Wydawnictwo Ikona, 2017. ISBN 978-83-65461-29-2.
- W. Bednarski, Year 1925 and Millions Now Living Will Never Die! Expectations and predictions made by Jehovah’s Witnesses in the past, wyd. elektroniczne, Gdańsk 2018[9]
- W. Bednarski, Are Jehovah’s Witnesses competent to resolve the issue of blood transfusion? A small guidebook for the medical community and criticism of the Watchtower Society’s teachings, wyd. elektroniczne, Gdańsk 2019[10]
- W. Bednarski, Jak w Towarzystwie Strażnica ‘rodziła się’ koncepcja niewidzialnego przyjścia Chrystusa i nauka o roku 1914? wyd. elektroniczne, Gdańsk 2020[11]
- W. Bednarski, Lata 1914–1922 w oczekiwaniach organizacji Świadków Jehowy. Dawne zapowiedzi i proroctwa Towarzystwa Strażnica, wyd. elektroniczne, Gdańsk 2020
- W. Bednarski, Kiedy i dlaczego Świadkowie Jehowy odrzucili Żydów i syjonizm? wyd. elektroniczne, Gdańsk 2021, https://piotrandryszczak.pl/arty/bednarski/syjonizm/PDF.Syjonizm.pdf
- W. Bednarski, Daty odrzucone i zmienione przez Świadków Jehowy wyd. elektroniczne, Gdańsk 2022, https://piotrandryszczak.pl/WB-Daty-Odrzucone/DatyOdrzucone.pdf